# Il medico per forza
Il medico per forza (Le Médecin malgré lui), è una commedia in tre atti in prosa di Molière, scritta e rappresentata nel 1666.

## Trama

### Atto primo
Sganarello, un venditore di fascine, picchia abitualmente la moglie Martina durante le loro liti. Dopo l'ennesimo scontro si allontana per tagliare la legna e Martina, che va meditando vendetta, trova la soluzione ideale quando si imbatte in Valerio e Luca, due servitori di Geronte, padre di una fanciulla affetta da un improvviso mutismo che ne ha fatto saltare il matrimonio. Costoro sono stati incaricati di cercare un medico capace di guarire la fanciulla, e Martina comunica che poco più avanti potranno trovare, intento a tagliare la legna, un prodigioso dottore, recentemente capace di risuscitare una donna dalla morte e di salvare un bambino precipitato da un campanile. Precisa che l'uomo può apparire a prima vista piuttosto bizzarro e ignorante, e che negherà di essere medico; a quel punto i due dovranno colpirlo con un bastone per fargli confessare la verità. 
Valerio e Luca corrono verso Sganarello, il quale, dopo una serie di equivoci, cade dalle nuvole spiegando di non essere affatto medico. Picchiato ammette, anche perché ha inteso che la guarigione della ragazza potrebbe fruttargli un ottimo guadagno.

### Atto secondo
Nella dimora di Geronte, Luca e Valerio presentano il guaritore, mentre la nutrice Giacomina, moglie di Luca, ricorda i fallimenti in cui Geronte è già incorso consultando altri medici. Secondo lei, la fanciulla è divenuta muta perché malata d'amore, in quanto il suo sentimento per Leandro è ostacolato dal padre, il quale vorrebbe invece darla in sposa a Orazio, per nulla amato ma favorito da una condizione economica migliore. Pertanto, Giacomina consiglia senza successo di far valere il cuore.
Condotto nella stanza, Sganarello sciorina un latino maccheronico e affermazioni senza senso al fine di impressionare il padrone di casa. Non perde inoltre occasione per sedurre Giacomina, la moglie di Luca, con il pretesto di volerla visitare. Tutti rimangono colpiti dalla dottrina del falso medico, sicché Geronte ordina che la figlia Lucinda sia introdotta. Sganarello prescrive del pane inzuppato nel vino e Geronte lo ricompensa con del denaro. Più tardi l'impostore incontra Leandro, che rivela come Lucinda si sia soltanto finta malata per sfuggire al matrimonio. Grazie a un compenso in denaro convince Sganarello a organizzare un piano per coronare l'amore dei due giovani.

### Atto terzo
Il piano prevede di spacciare Leandro per farmacista. Mentre Sganarello si avvia con lui verso la casa di Geronte, confessa di non essere affatto medico ma di approfittare della situazione, visti i lauti guadagni e la considerazione in cui è ormai tenuto. Viene fermato da due uomini che chiedono un rimedio per una donna malata, e a loro prescrive di darle un pezzo di formaggio. 
Arrivati da Geronte, Lucinda ritrova l'uso della parola. Il padre è entusiasta, ma piomba nello sconforto sentendo che la figlia è determinatissima a sposare Leandro, presente davanti a lei sotto mentite spoglie. Geronte rifiuta chiedendo a Sganarello di guarirla anche da questi folli pensieri; il finto medico la fa uscire con Leandro affinché le somministri i rimedi del caso, ma poco più tardi si apprende che il farmacista altri non era che Leandro, fuggito con Lucinda grazie alla complicità di Sganarello. Furibondo, Geronte denuncia il presunto dottore per farlo impiccare.
Sopraggiunge Martina, seguita dai fuggitivi. Leandro rivela che suo zio è appena morto lasciandogli una ricca eredità. Geronte si addolcisce immediatamente acconsentendo al matrimonio, mentre Sganarello accetta di riconciliarsi con la moglie, poiché ha avuto il merito di farlo assurgere a medico di fama.

## Adattamenti
Medico per forza, trasposizione filmica di Carlo Campogalliani del 1931